# Campeonato de la WAFF 2004
El Campeonato de la WAFF 2004 fue la tercera edición del Campeonato de la WAFF, torneo de fútbol a nivel de selecciones nacionales organizado por la Federación de Fútbol del Oeste de Asia (WAFF). Se llevó a cabo en la ciudad de Teherán, en Irán, y contó con la participación de 6 seleccionados nacionales masculinos.
El campeón fue Irán, que en superó a Siria en el partido decisivo con una goleada por 4-1, la mayor diferencia entre dos selecciones en una final en toda la historia de la competición. El título le significó la segunda estrella al conjunto iraní, que ya se había consagrado cuatro años antes frente al mismo rival.

## Sede
Todos los partidos del certamen se llevaron a cabo en el Estadio Azadi de la ciudad de Teherán, capital de Irán.
| Tehran | Tehran             |
| ------ | ------------------ |
| Tehran | Azadi Stadium      |
| Tehran | Capacidad: 100,000 |
| Tehran |                    |

## Formato
Las 6 selecciones participantes fueron divididas en 2 grupos de 3 equipos cada una. Dentro de cada grupo, las selecciones se enfrentaron bajo el sistema de todos contra todos, a una sola rueda, de manera tal que cada una de ellas disputó dos partidos. Los puntos se computaron a razón de 3 —tres— por partido ganado, 1 —uno— en caso de empate y 0 —cero— por cada derrota.
Las dos selecciones de cada grupo mejor ubicadas en la tabla de posiciones final pasaron a las semifinales. En dicha instancia, el primero de una zona enfrentó al segundo de la otra en un solo partido. Los ganadores se cruzaron en la final, cuyo vencedor se consagró campeón.

## Equipos participantes
| Equipos participantes | Equipos participantes | Equipos participantes |
| --------------------- | --------------------- | --------------------- |
| Irak                  | Jordania              | Palestina             |
| Irán                  | Líbano                | Siria                 |

## Fase de grupos

### Grupo A
| Pos. | Equipo    | Pts. | PJ | G | E | P | GF | GC | Dif. | Clasificación |
| ---- | --------- | ---- | -- | - | - | - | -- | -- | ---- | ------------- |
| 1    | Jordania  | 4    | 2  | 1 | 1 | 0 | 3  | 1  | +2   | Semifinales   |
| 2    | Irak      | 3    | 2  | 1 | 0 | 1 | 2  | 3  | −1   | Semifinales   |
| 3    | Palestina | 1    | 2  | 0 | 1 | 1 | 2  | 3  | −1   |               |

 Fuente: WAFF.com
| 17 de junio de 2004 | Palestina   | 1:1 (1:1) | Jordania     | Estadio Azadi, Teherán |  |
|                     | Al-Kord 12' |           | Al-Shboul 3' |                        |  |

| 19 de junio de 2004 | Irak                  | 2:1 (1:1) | Palestina   | Estadio Azadi, Teherán |  |
|                     | Emad Mohammed 41' 83' |           | Al-Kord 40' |                        |  |

| 21 de junio de 2004 | Jordania                  | 2:0 (0:0) | Irak | Estadio Azadi, Teherán |  |
|                     | Salim 48' · Shelbaieh 79' |           |      |                        |  |

### Grupo B
| Pos. | Equipo   | Pts. | PJ | G | E | P | GF | GC | Dif. | Clasificación |
| ---- | -------- | ---- | -- | - | - | - | -- | -- | ---- | ------------- |
| 1    | Irán (H) | 6    | 2  | 2 | 0 | 0 | 11 | 1  | +10  | Semifinales   |
| 2    | Siria    | 3    | 2  | 1 | 0 | 1 | 4  | 8  | −4   | Semifinales   |
| 3    | Líbano   | 0    | 2  | 0 | 0 | 2 | 1  | 7  | −6   |               |

 Fuente: WAFF.com
| 17 de junio de 2004 | Irán                                   | 4:0 (1:0) | Líbano | Estadio Azadi, Teherán |  |
|                     | Daei 15' (pen.) 62' 88' · Nekounam 80' |           |        |                        |  |

| 19 de junio de 2004 | Líbano   | 1:3 (0:3) | Siria                                          | Estadio Azadi, Teherán |  |
|                     | Zein 65' |           | Al-Rashed 7' · Sheikh Al-Eshreh 27' · Rafe 45' |                        |  |

| 21 de junio de 2004 | Siria        | 1:7 (0:3) | Irán                                                                                       | Estadio Azadi, Teherán |  |
|                     | Al Sayed 82' |           | Daei 29' · Nikbakht 30' · Nosrati 45+3' · Borhani 55' 85' · Karimi 86' · Majidi 89' (pen.) |                        |  |

## Fase de eliminatorias

### Cuadro de desarrollo
|  | Semifinales           | Semifinales |                              |   | Final | Final |
|  |                       |             |                              |   |       |       |
|  | 23 de junio – Teherán |             |                              |   |       |       |
|  |                       |             |                              |   |       |       |
|  | Jordania              | 1 (3)       |                              |   |       |       |
|  | Jordania              | 1 (3)       | 25 de junio – Teherán        |   |       |       |
|  | Siria (p.)            | 1 (4)       |                              |   |       |       |
|  | Siria (p.)            | 1 (4)       | Siria                        | 1 |       |       |
|  | 23 de junio – Teherán |             | Siria                        | 1 |       |       |
|  |                       | Irán        | 4                            |   |       |       |
|  | Irán                  | Irán        | 4                            | 2 |       |       |
|  | Irán                  |             |                              | 2 |       |       |
|  | Irak                  | 1           |                              |   |       |       |
|  | Irak                  | 1           | Partido por el tercer puesto |   |       |       |
|  |                       |             |                              |   |       |       |
|  | 25 de junio – Teherán |             |                              |   |       |       |
|  |                       |             |                              |   |       |       |
|  | Jordania              | 3           |                              |   |       |       |
|  | Jordania              | 3           |                              |   |       |       |
|  | Irak                  | 1           |                              |   |       |       |

### Semifinales
| 23 de junio de 2004 | Jordania | 1:1 (1:1, 1:0) (t. s.)(3:4 p.) | Siria    | Estadio Azadi, Teherán |  |
|                     | Deeb 21' |                                | Rafe 55' |                        |  |

| 23 de junio de 2004 | Irán                      | 2:1 (1:1) | Irak       | Estadio Azadi, Teherán |  |
|                     | Nekounam 4' · Borhani 55' |           | Mnajed 30' |                        |  |

### Tercer puesto
| 25 de junio de 2004 | Jordania                           | 3:1 (1:0) | Irak              | Estadio Azadi, Teherán |  |
|                     | Al-Shagran 27' 47' · Abu Alieh 76' |           | Emad Mohammed 81' |                        |  |

### Final
| 25 de junio de 2004 | Siria   | 1:4 (1:1) | Irán                                               | Estadio Azadi, Teherán |  |
|                     | Rafe 3' |           | Karimi 34' · Daei 59' · Borhani 69' · Nekounam 75' |                        |  |

## Campeón
|                                 |
| Bandera de Irán                 |
| Campeón invicto Irán 2.º título |

## Estadísticas

### Tabla general
| Pos. | Equipo    | Pts | PJ | PG | PE | PP | GF | GC | Dif. | Rend.  |
| ---- | --------- | --- | -- | -- | -- | -- | -- | -- | ---- | ------ |
| 1    | Irán      | 12  | 4  | 4  | 0  | 0  | 17 | 3  | 14   | 100%   |
| 2    | Siria     | 4   | 4  | 1  | 1  | 2  | 6  | 13 | –7   | 33,33% |
| 3    | Jordania  | 8   | 4  | 2  | 2  | 0  | 7  | 3  | 4    | 66,66% |
| 4    | Irak      | 3   | 4  | 1  | 0  | 3  | 4  | 8  | –4   | 25%    |
| 5    | Palestina | 1   | 2  | 0  | 1  | 1  | 2  | 3  | –1   | 16,66% |
| 6    | Líbano    | 0   | 2  | 0  | 0  | 2  | 1  | 7  | –6   | 0%     |

### Goleadores
| Jugador           | Selección | Goles |
| ----------------- | --------- | ----- |
| Ali Daei          | Irán      | 5     |
| Arash Borhani     | Irán      | 4     |
| Emad Mohammed     | Irak      | 3     |
| Javad Nekounam    | Irán      | 3     |
| Raja Rafe         | Siria     | 3     |
| Ziyad Al-Kord     | Palestina | 2     |
| Badran Al-Shaqran | Jordania  | 2     |
| Ali Karimi        | Irán      | 2     |